# أغستاش قراصي الأوراق
أغستاش قراصي الأوراق (الاسم العلمي: Agastache urticifolia) نوع نباتي يتبع جنس الأغستاش وينتمي إلى الفصيلة الأغستاش.